# Jahr und Tag
Jahr und Tag bezeichnet einen länger als ein Jahr währenden Zeitraum.

## Historischer Rechtsbegriff
Im Mittelalter handelte es sich um eine Fristbestimmung nach dem alten Dingrecht. Sie entstand dadurch, dass man der Jahresfrist noch die für die gerichtliche Geltendmachung eines Anspruchs oder Widerspruchs erforderliche Zeit hinzuzählte.
Die Frist wurde zum ersten Mal im Sachsenspiegel, dem ältesten deutschen Gesetzesbuch, schriftlich festgehalten und betrug danach 1 Jahr, 6 Wochen und 3 Tage. Die Frist setzte sich zusammen aus der „Jahresfrist“, der „Gerichts-“ oder „Dingfrist“ von 6 Wochen (das ordentliche Gericht fand alle 6 Wochen statt) sowie einem Gerichtstag, der 3 Kalendertage dauerte. Dieser Zeitraum – Wochen und
Tage –, wurde auch „Sachsenfrist“ genannt; er setzte sich gegenüber der Fränkischen Frist von 40 Tagen im deutschen Reichsgebiet durch.
Der gesamte Zeitraum wurde auch „Sachsenjahr“ genannt.

## Verwendung außerhalb des Rechtswesens
Jahr und Tag ist heute vor allem aus Sprichwörtern bekannt. Zum Beispiel: Stadtluft macht frei nach Jahr und Tag. Im Mittelalter konnten sich Leibeigene ihrem Herrn entziehen, wenn sie in die Stadt entkamen und ihr Herr nach Jahr und Tag keine Ansprüche auf sie gestellt hatte.
Im allgemeinen Sprachgebrauch ist die Redewendung „vor Jahr und Tag“ gleichbedeutend mit „vor langer Zeit“, so zum Beispiel in einem Liedtitel des Sängers Reinhard Mey (Wie vor Jahr und Tag) oder der Kölner Band BAP (Vüür Johr un Daach/Vor Jahr und Tag).
Die Redewendung Jahr und Tag wird heute meist im Sinne eines längeren, nicht näher bestimmten Zeitraums verwendet: „Wir machen das schon seit Jahr und Tag so“ oder „Ob die Entscheidung richtig war, wird sich erst nach Jahr und Tag zeigen“.